# Hogar, dulce hogar (película de 1914)
Hogar, dulce hogar (Home, Sweet Home) es un mediometraje mudo estadounidense de 1914. Es una película de episodios dirigida por D. W. Griffith, con la actuación, entre otros, de Henry B. Walthall, Dorothy Gish, Lillian Gish, Mae Marsh, Robert Harron y Mary Alden.

## Sinopsis
En el prólogo, a pesar de las protestas de su madre (Josephine Crowell) y de su novia (Lillian Gish), el escritor John Howard Payne (Henry B. Walthall) sale en busca de aventura. En Inglaterra es rechazado por una mujer (Fay Tincher) cuando trata de salir de cárcel por un asunto de deudas. Entonces viaja a Francia y a Túnez, donde muere dejando por todo legado la canción Home, Sweet Home.
En otra historia, Apple Pie Mary (Mae Marsh), cocinera en un campamento minero, está enamorada de un joven (Robert Harron) que se va hacia el este para casarse con una mujer rica (Miriam Cooper). Escucha la canción y regresa con Mary.
La siguiente historia es acerca de una viuda (Mary Alden) y de sus tres hijos. Cuando uno de ellos mata a uno de sus hermanos por una cuestión de dinero, ella está pensando en el suicidio, pero cuando escucha la canción, decide vivir por su tercer hijo.
En la última historia, una mujer joven (Blanche Sweet) piensa dejar su viejo marido (Courtenay Foote) por un hombre (Owen Moore) más joven. Cuando oye la melodía interpretada por un violinista (Karl Brown) en otro piso, decide quedarse con su marido.
En el epílogo, Payne es encarcelado. Su novia se le aparece como un ángel en el cielo y es finalmente libre para reunirse con ella, gracias al bien que ha resultado de su canción Home, Sweet Home.

## Reparto
| Actor               | Personaje                           |
| ------------------- | ----------------------------------- |
| Henry B. Walthall   | John Howard Payne                   |
| Josephine Crowell   | La madre de Payne                   |
| Lillian Gish        | La novia de Payne                   |
| Dorothy Gish        | La hermana de la novia de Payne     |
| Fay Tincher         | La mujer sofisticada                |
| Mae Marsh           | Apple Pie Mary Smith                |
| Spottiswoode Aitken | James Smith, el padre de Mary       |
| Robert Harron       | Robert Winthrop, el hombre del este |
| Miriam Cooper       | La novia                            |
| Mary Alden          | La madre                            |
| Donald Crisp        | El hijo de la madre                 |
| James Kirkwood      | El hijo de la madre                 |
| Jack Pickford       | El hijo estúpido de la madre        |
| Fred Burns          | El sheriff                          |
| Courtenay Foote     | El marido                           |
| Blanche Sweet       | La mujer                            |
| Owen Moore          | El tentador                         |
| Edward Dillon       | El músico                           |
| Betty Marsh         | El bebé                             |
| George Beranger     | El acordeonista                     |
| Teddy Sampson       | El sirviente                        |
| Ralph Lewis         |                                     |
| Irene Hunt          |                                     |
| John T. Dillon      |                                     |
| Earle Foxe          |                                     |
| Walter Long         |                                     |
| George Siegmann     |                                     |
| Karl Brown          | El violinista                       |